# Улица Радищева (Саратов)
У́лица Ради́щева (до 1927 Нико́льская у́лица) — одна из центральных улиц Саратова. Проходит от улицы Чернышевского до Мясницкого оврага в районе Малой Садовой улицы.

## История
В 1803 г. утверждается новый план Саратова. В 1811 году город значительно выгорел, что потребовало корректировки плана в 1812 году. Город получил регулярную планировку, которая сохранилась до настоящего времени. Нынешняя улица Радищева стала своеобразной границей между старыми и новыми кварталами. Кратчайшим маршрутом она проходила от Волги до новых центров города — административного (Соборная площадь) и торгового (Театральная площадь). По губернаторскому дому некоторое время улица называлась Губерна́торской. Когда на примыкающей к улице площади построили Александро-Невский собор, улицу стали называть Собо́рной, но и это название не прижилось. Тогда в честь императора Николая I улица была переименована в Никола́евскую. Вскоре это название упростилось до Нико́льской. Это название в конце века окончательно вытеснило первоначальное и закрепилось за улицей.
Наряду с Бабушкиным взвозом, улица стала основной дорогой от волжских пристаней в центр города.
На Никольской улице находятся: Мариинская женская гимназия, здание Государственного банка, громадный дом Вакурова, где помещается одна из служб Рязанско-Уральской железной дороги, громадное здание Присутственных мест, контрольная палата, архиерейский дом, к которому примыкает корпус (называемый архиерейским) со всевозможными магазинами, напротив — лютеранская церковь. Никольская улица на протяжении своем от Константиновской до Цыганской, благодаря тому, что здесь расположены Присутственные места, всевозможные магазины, имеет большое оживление. К Никольской улице примыкает с одной стороны Немецкая улица и с другой стороны — Соборная площадь, на которой находится новый собор, окруженный со всех сторон садом, известным под названием «Липки»
До прихода в город железной дороги большинство гостей прибывало в город по Волге. В том числе император Александр II, к визиту которого (в 1871 году) на пересечении Никольского взвоза и Большой Сергиевской (Чернышевского) улицы была возведена Триумфальная арка. Спустя 40 лет, тому же императору на улице был поставлен первый саратовский памятник.
29 июня 1892 года на перекрёстке с ул. Немецкой произошли трагические события связанные с подавлением холерного бунта.
…это был начальник штаба 40-й пехотной дивизии полковник Фёдоров. Он 29 июня находился в городе и утром, узнавши о возникших уличных беспорядках, наскоро собрал оставшихся в городе денщиков, вестовых, нестроевых — только 22 человека, вооружил их чем попало и принял над ними командование. С этим отрядом он преградил путь толпе, уже совершившей целый ряд преступлений и бесчинств и направлявшейся к зданию присутственных мест, где помещалось государственное казначейство с кладовыми.
По-видимому, толпа наметила разгром и разграбление казначейства. Фёдоров не допустил её к намеченной цели и требовал, чтобы толпа разошлась. На это требование толпа ответила руганью. Фёдоров предупредил, что будет стрелять боевыми патронами, но и это не подействовало: толпа отвечала гоготаньем. Фёдоров сделал залп холостыми зарядами. Его я и слышал, когда у пассажа садился в вагон конки. В ответ на холостой залп толпа начала бросать в солдат камнями и зашибла одного или двух солдат. Тогда Фёдоров распорядился, чтобы шесть человек из всей команды дали залп боевыми патронами, в результате — более 10 человек убитых и раненых в бунтующей толпе. 
В 1927 году, в связи с 125-летием со дня смерти русского писателя и революционера Александра Радищева, Никольская улица была переименована в у́лицу Ради́щева..

## Застройка
Центральные кварталы улицы к началу XX века составляли достаточно целостный ансамбль. От биржи на углу Московской к Соборной площади и Липкам застройка облегчалась, пропорции становились повышенными, заострялись детали. Хор вертикалей центра достигал кульминации в тонком высоком шпиле лютеранской церкви св. Марии. К концу XX этот ансамбль во многом утрачен.
| Номер дома              | Изображение | Описание |
| ----------------------- | ----------- | --- |
| 5 (Рабочая, 2)          |             | Дом Д. Н. Банковской (построен в конце XIX века). Выявленный объект культурного наследия «Дом жилой, кон. XIX в.». Дом, в котором жил А. И. Деникин во время службы начальником штаба 57-й резервной бригады в 1907-10 годах. В советское время имел статус памятника истории как «Дом, где в 1902-17 большевики организовывали собрания и лекции». В 2019 году у дома Банковской из-за скопления снега обрушилась крыша и верхняя часть кирпичной облицовки стен. |
| 8                       |             | Дом, в котором в начале 1917 года жил С. Г. Шаумян. Памятник истории. |
| 13                      |             | ВНИПИгаздобыча, основано в 1947 году, создаёт проекты обустройства газовых и нефтяных месторождений во всех регионах и климатических зонах. Генеральный проектировщик Газпрома. |
| 14                      |             | Усадьба П. П. Шмидта. Архитектор A. M. Салько, 1893—1895 гг. Памятник градостроительства и архитектуры регионального значения. Ныне Саратовский областной колледж искусств. |
| 16                      |             | Женская Мариинская гимназия, затем 16-е городское женское училище и женские коммерческие курсы. Архитектор A. M. Салько, 1887 г. Памятник градостроительства и архитектуры регионального значения. Ныне Управление федеральной миграционной службы. |
| 18                      |             | Двухэтажный каменный жилой дом с мезонином. Классицизм. 1850-е гг. Памятник градостроительства и архитектуры регионального значения. Ныне кафе «Арабелла». |
| 19 (Советская, 1)       |             | Усадьба Скибиневского (также известна как усадьба вице-губернатора В. П. Александровского, который снимал её у следующего за Скибиневским владельца Беклемишева). 1840-е гг. |
| 20                      |             | Доходный дом саратовского промышленника, коммерсанта и мецената Григория Васильевича Очкина. Построен в конце 1870-х. Ныне Саратовский областной педагогический колледж. |
| 21 (Советская, 2)       |             | Саратовское отделение госбанка. Построено в первой трети XIX века губернским архитектором Г. В. Петровым в стиле классицизма, перестроено М. Н. Грудистовым в 1885 году в барочном декоре. Ныне — Саратовское отделение банка России |
| 23                      |             | Жилой дом Банковец. 1930 г. архитектор Н. В. Степной. Конструктивизм. |
| 22                      |             | Здание губернских присутственных мест, 1807—1812 гг. архитектор А. Захаров, строители Х. Лоссе, B. И. Суранов. Памятник градостроительства и архитектуры федерального значения. Ныне Саратовский областной колледж искусств. |
| 31 (пр. Кирова,1)       |             | Саратовская государственная консерватория им. Собинова была открыта третьей в России под именем Императорской Алексеевской в 1912 году на базе музыкального училища, действующего с 1895 года. Специально для него в 1902 году было возведено здание в псевдо-русском стиле (архитектор А. Ю. Ягн). Спустя десять лет здание было перестроено в псевдоготическом стиле (арх. С. А. Каллистратов). 26 октября 1917 года в Большом зале консерватории была провозглашена советская власть. Памятник градостроительства и архитектуры федерального значения, один из символов Саратова. |
| 33                      |             | Саратовский государственный аграрный университет. Новый корпус учебного комплекса № 1. |
| 37 (Театральная пл., 1) |             | Дом В. Д. Вакурова Архитектор А. М. Салько, 1874 г. Памятник градостроительства и архитектуры регионального значения. Старый корпус учебного комплекса № 1 СГАУ. 15 сентября 1913 в Саратове были основаны Высшие сельскохозяйственные курсы для подготовки квалифицированных агрономов, способных трудиться в специфических природных условиях «рискованного земледелия» юго-восточного региона России. Курсы стали базой для открытия в 1918 году Сельскохозяйственного института. Здесь в 1917—1921 годах работал генетик Николай Иванович Вавилов.                               |
| 24                      |             | Архиерейские торговые ряды, середина XIX века. Памятник градостроительства и архитектуры регионального значения. |
| 24б                     |             | Духовная Консистория, 1-я половина XIX века. Памятник градостроительства и архитектуры регионального значения. |
| 24а                     |             | Саратовская областная дума. (Бывший саратовский горком КПСС) |
| 26 (Первомайская, 78)   |             | Дом Кузнецова/Бендера. 1867 г. реконструкция 1912 г. арх. Карпенко В. К. Памятник градостроительства и архитектуры регионального значения. Ныне занят администрацией города Саратова. |
| 28                      |             | Экономбанк, построен в 1972-1973 гг. |
| 30 (Московская, 59)     |             | Торговый пассаж Лаптева, позднее Юренкова. Архитектор A. M. Салько, 1882 г. Памятник градостроительства и архитектуры регионального значения. |
| 39                      |             | Саратовский художественный музей имени А. Н. Радищева. Архитектор И. В. Штром, 1885 г. Памятник архитектуры федерального значения. |
| 41 (Московская, 61)     |             | Здание Биржи. Архитектор Ф. И. Шустер, 1890 г., пристройка А. М. Салько в 1904 году. Памятник градостроительства и архитектуры федерального значения. Ныне Корпус № 3 Музея им. Радищева. |
| 32 (Московская, 64)     |             | Лицей № 4 (Бывш. Окружной суд, Губсовнархоз, школа Гражданского воздушного флота, Саратовское суворовское военное училище, Средняя школа № 4). Архитектор А. М. Салько, 1879 г. Памятник градостроительства и архитектуры регионального значения. |
| 34                      |             | Татарская национальная гимназия. (Коммерческое училище, 1900-05 гг.) |
| 55 (Кутякова, 2)        |             | Поволжский филиал Российской правовой академии Министерства Юстиции РФ |
| 64                      |             | Жилой дом |
| 89                      |             | Саратовский государственный социально-экономический университет, корпус построен в 1978г. |

### Утраченные здания и сооружения
| № | Изображение                                                             | Описание |
| - | ----------------------------------------------------------------------- | --- |
|   | Триумфальная арка подлинная новодельная                                 | Триумфальная арка (другое название «Царские ворота») у пересечения улиц Никольской с Большой Сергиевской (Радищева/Чернышевского), построенная к визиту императора Александра II в 1871 году. Снесена в 1925-1927 годах. Вновь выстроена к 9.09.2022. |
|   |                                                                         | Памятник Александру II. |
|   | Панорама Никольской улицы с колокольни собора в Саратове                | Здание конторы Канцелярии опекунства иностранных поселенцев. Арх. Х.Лоссе (на изображении светлое здание с фронтоном, к сожалению, частично заслонённое зданием Присутственных мест).                                                                 |
|   | Панорама квартала Никольской улицы между Немецкой и Казачьей в Саратове | Дом Кузнецова |
|   | Лютеранско-евангелическая церковь св. Марии в Саратове                  | Евангелическо-лютеранская церковь Святой Марии. Арх. К. Тиден, 1879 г. |
|   |                                                                         | Торговые корпуса Верхнего базара |

## Памятники
- А. Н. Радищеву, 1956 г. ск. А. П. Кибальников
- П. А. Столыпину, 2002 г. ск. В. М. Клыков.
- Н. Г. Чернышевскому, 1953 г. ск. А. П. Кибальников; арх. Н. П. Гришин.
- Памятник военной медсестре возле медучилища, открыт 14 мая 2021 г., скульптор Владимир Пальмин.
- Памятник Студент (Ночь перед экзаменом): ул. Радищева 89. Открыт 14 сентября 2001, скульпторы А. и С. Щербаковы.
- Барельефы: И. В. Панфилов, А. В. Суворов, А. М. Салько (перекрёсток улиц Радищева и Московской).

Памятник А.Н. Радищеву
Памятник П.А. Столыпину
Памятник Н.Г. Чернышевскому
Памятник военной медсестре
Студент (ночь перед экзаменом)
И. В. Панфилов
А. В. Суворов
А. М. Салько

- Панорама набережной Саратова (вид с Волги, в начале XX века и к 1990 году, а также планы развития застройки) находится между областным колледжем искусств (Радищева, 22) и памятником Чернышевскому, вдоль ограды стадиона «Динамо» и парка «Липки».

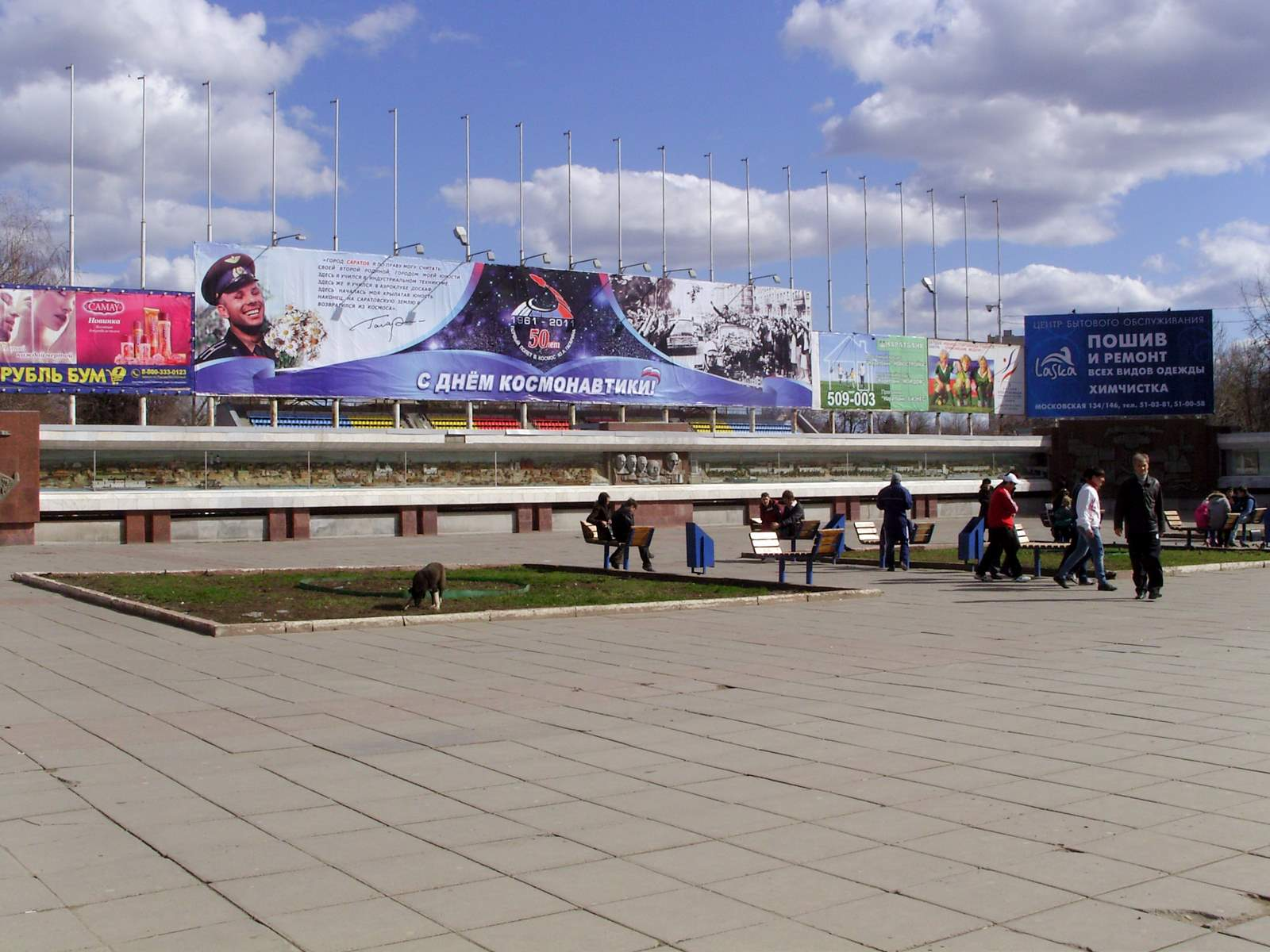
Панорама города Саратова
Саратовская крепость 1590 г. (рельеф с панорамы)
Знаменитые люди Саратова: Вавилов, Гагарин, Чернышевский и др. (рельеф с панорамы)
Достопримечательности Саратова (рельеф с панорамы)

## Парк «Липки» и стадион «Динамо»
На улицу Радищева в двух местах выходят ворота парка Липки — на углу улицы Волжской, и на углу Соборной площади. Кованая ограда парка является объектом культурного наследия. Между ними находятся ворота стадиона «Динамо».

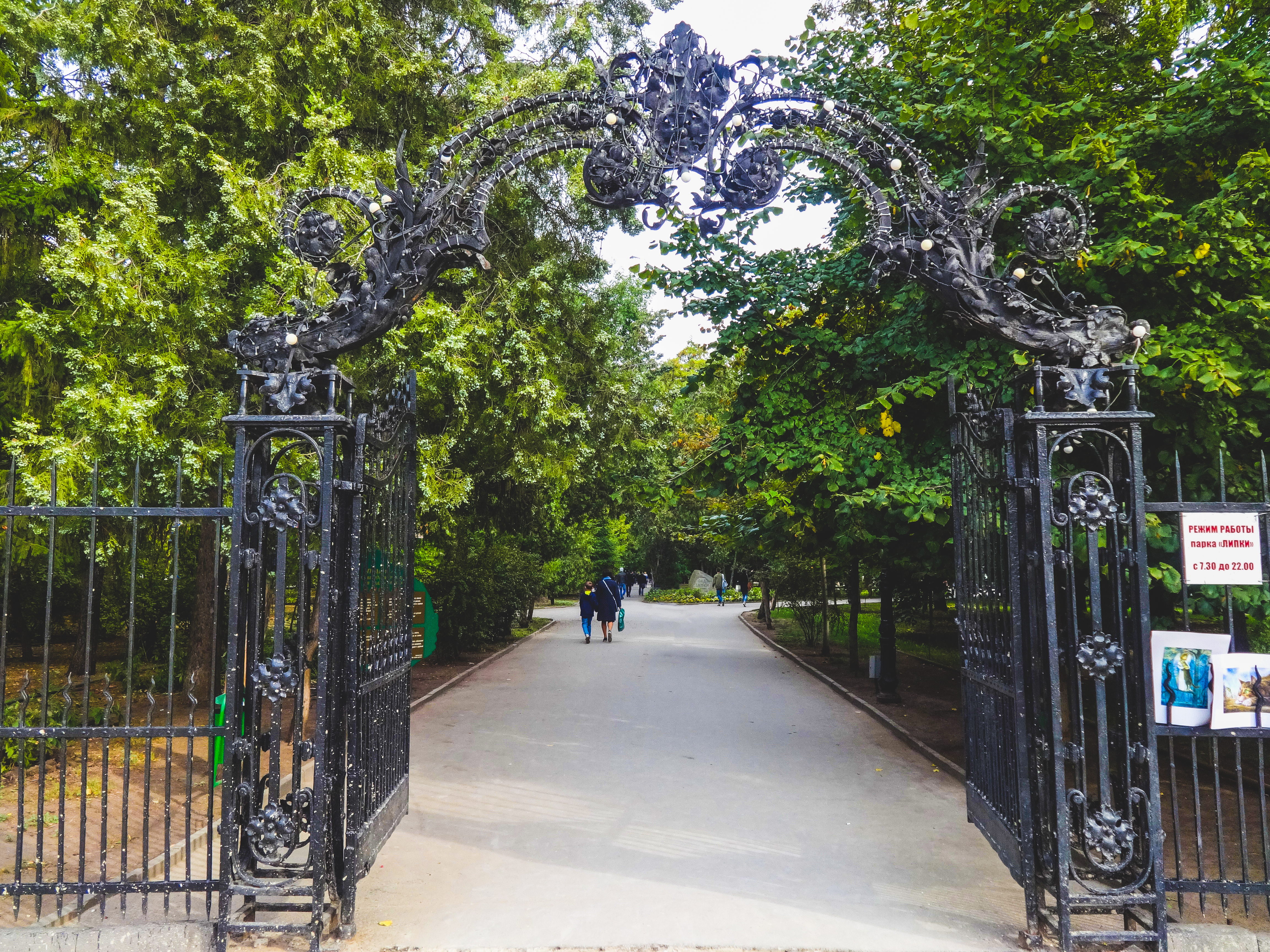
Ворота на углу ул. Радищева и Волжская
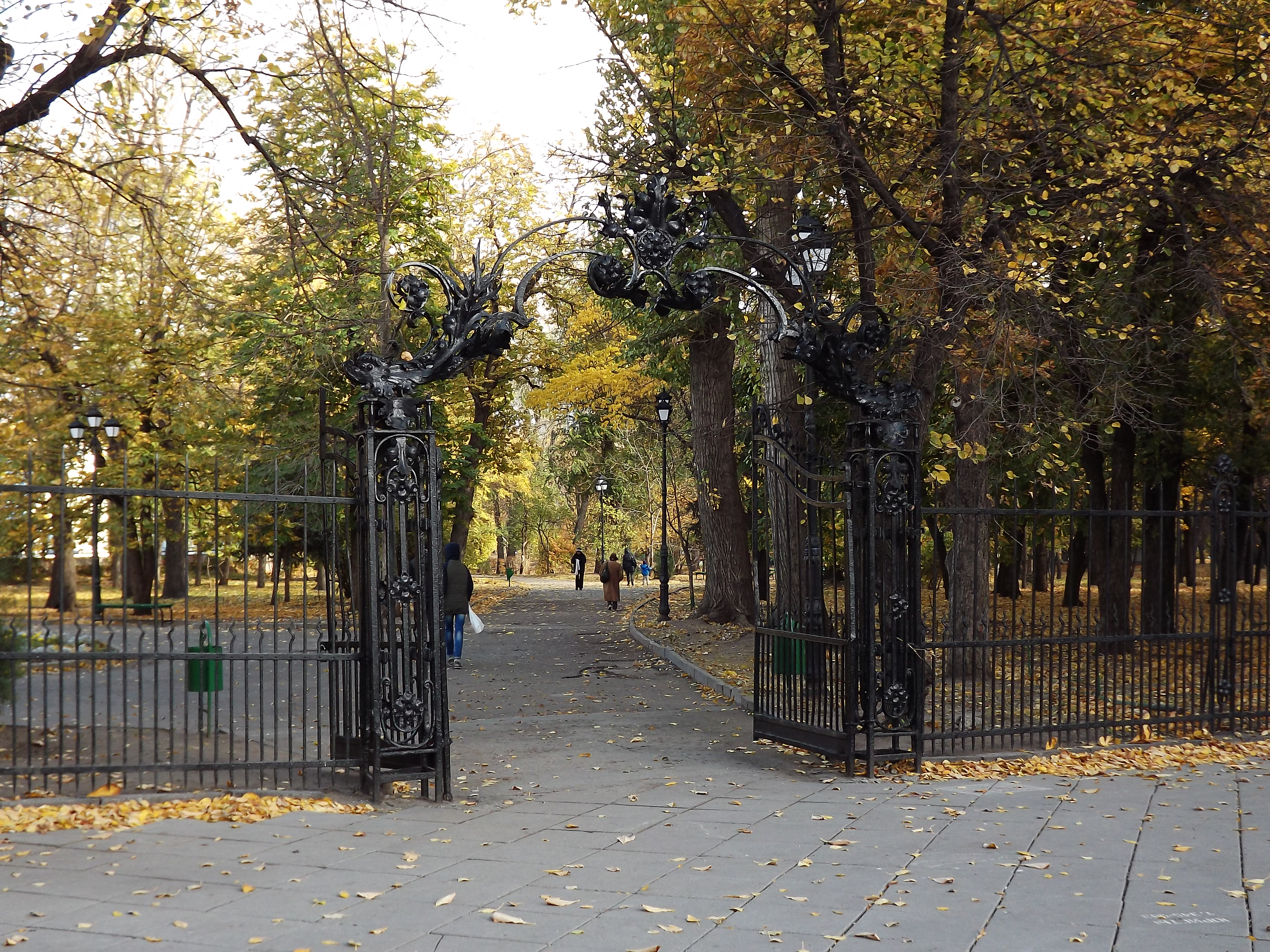
Ворота на Соборной площади
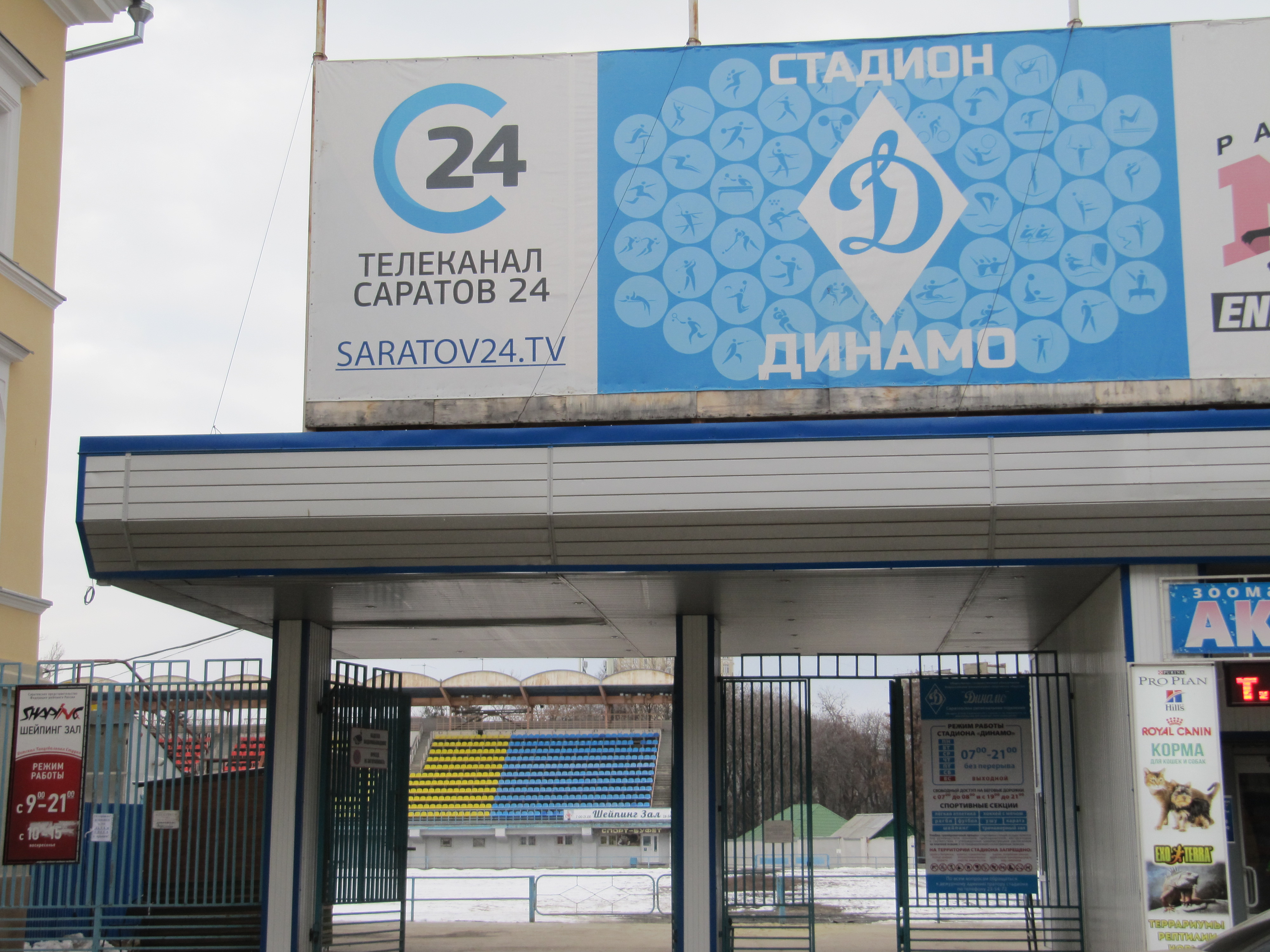
Стадион Динамо ворота

## Транспорт
В городской транспортной схеме улица относится к магистралям общегородского значения с регулируемым движением. Улица связывает основной проезд вдоль Волги (улица Чернышевского) через улицу Мясницкую и далее Усть-Курдюмский тракт с новыми городскими районами на севере: посёлками Юбилейный, Зональный, Новогусельский и др. В настоящий момент выполнение этой задачи осложняется отсутствием развязок и запутанностью движения в районе пересечения с главной городской магистралью по Соколовой и Б. Горной улицам. На большинстве участков улица имеет двустороннее движение, одностороннее — на участке от Московской до Соборной площади.

### Трамвай
Первым рельсовым транспортом на улице стала конка, открытая в 1887 году. Линия по Никольской соединяла Московскую и Константиновскую (ныне Советскую) улицы.
25 июня 1909 года — открыто движение электрического трамвая, линия продлена однопуткой до Большой Горной улицы.
До 1935 года участок от Советской до Ленинской (Московской) демонтирован.
К 1952-му году из-за снятия трамвая с Ленинской улицы снят участок от Ленинской до Цыганской (Кутякова).
Около 1986 года в связи с запуском 11 маршрута оборот по кольцу Кутякова/Радищева/Горная/Горького против часовой стрелки заменён движением по часовой стрелке, по Радищева трамвай движется от Горной к Кутякова. Улица Радищева — конечная остановка 11 и 12 маршрутов.
В 1988 году закрывается движение по улице Челюскинцев, 1 маршрут оборачивается через Радищева вместе с 11 и 12.
1997 год — маршрут № 1 закрыт, открыт 3А (ул. Радищева — 6-я Дачная).
2003 год — закрыт маршрут 3А.
2011 год — закрыт 12 маршрут.
1 июня 2013 года — закрыто движение маршрута № 11 на участках: Кутякова, ул. Б. Горная, ул. Радищева.
Итого, к осени 2013 года все трамвайные пути с ул. Радищева демонтированы.

### Троллейбус
Маршрут № 2 «Ж/д вокзал—улица Лермонтова» следует по улице Радищева от Соборной площади до Советской. Остановка у Педагогического колледжа в сторону ул. Лермонтова и у парка Липки в сторону ж/д вокзала.
Маршруты № 4 «Музейная площадь—улица Васильковская» и № 2А «Ж/д вокзал—улица Лермонтова» проходят по улице Чернышевского мимо пересечения с улицей Радищева и имеют там остановку.
По Московской через пересечение с Радищева проходят маршруты № 109 «Саратов—Энгельс», № 5 «Музейная площадь—улица Загороднева», № 5А «Музейная площадь—посёлок Елшанка»

### Городской автобус
- Подвижной состав большой вместимости:
  - 2д — ОАО «Саратоворгсинтез» — пос. Юбилейный от Соколовой до Кутякова.
- Микроавтобусы:
  - Направления Усть-Курдюмский тракт (в новую северную часть города и дачи):
    - 1 — 2-я Гусёлка
    - 1к — Пос. Юбилейный
    - 17 — Крытый Рынок — пос. Новосоколовогорский
    - 34 — Займище
    - 52 — Филармония — пос. Юбилейный
    - 66 — база УПТК (пос. совхоза ЦДК)
    - 72 — Ж/д вокзал — пос. Иволгино
    - 93 — Предмостовая площадь—Агафоновка
    - 95 — Славянская (Предмостовая) площадь — пос. Зональный
    - 97 — Крытый Рынок — пос. Затон

  - Ленинский район
    - 73 — 6-й квартал

  - В южном направлении (Заводской район)
    - 29 — Экономический университет — Октябрьское ущелье
    - 62 — Экономический университет — Радуга
    - 57 — Ул. Гоголя — ул. Миллеровская (3-й Жилучасток)
    - 83 — Ул. Гоголя — пос. Заплатиновка (Психиатрическая больница)

### Пригородный автобус
От остановки на персечении с улицей Кутякова в направлении Усть-Курдюмский тракт (в новую северную часть города и дачные посёлки):
- 222 — Дачи СГУ
- 236 — Пансионат «Волжские дали», Пристанное.
- 240 — База отдыха «Сокол»
- 243 — с. Усть-Курдюм
- 381 — База отдыха «Заря»
- 391 — Долгий Буерак